# Ralf Oberdorfer

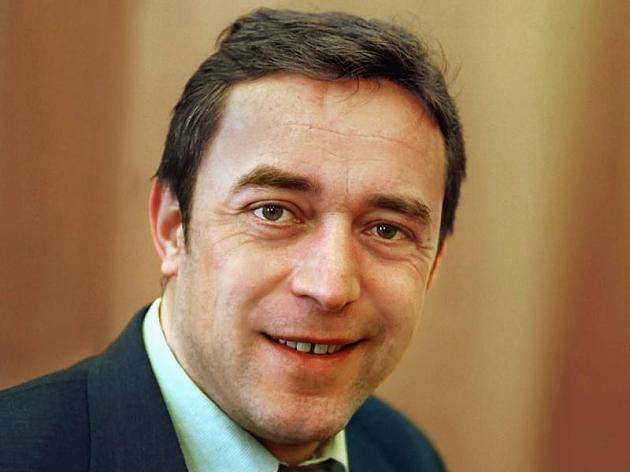
Ralf Oberdorfer im September 2015

Ralf Oberdorfer (* 4. April 1960 in Plauen) ist ein deutscher Politiker (FDP) und war vom 1. September 2000 bis zum 31. August 2021 Oberbürgermeister der Stadt Plauen.

## Leben
Oberdorfer besuchte von 1966 bis 1976 die Seumeschule in seinem Geburtsort Plauen, wo er außerdem zwischen 1976 und 1979 eine Berufsausbildung im Stahlbau zum Maschinen-Anlagemonteur machte. Von 1982 bis 1987 studierte er an der TU Chemnitz und schloss als Diplomingenieur ab. 1985 trat er in die LDPD ein. 1987 bis 1989 arbeitete er in der Berufsausbildung. In den folgenden Jahren war Oberdorfer als Büroleiter im Deutschen Bundestag und als Geschäftsführer in der Privatwirtschaft tätig.
Am 25. Juni 2000 trat der FDP-Politiker als unabhängiger Kandidat bei den Oberbürgermeisterwahlen in Plauen an. Er wurde im zweiten Wahlgang zum Oberbürgermeister gewählt. Dieses Amt übt er seit 1. September 2000 aus. Erfahrung in der Kommunalpolitik konnte er als Fraktionsvorsitzender der FDP im Stadtrat von Plauen sammeln. Zur Oberbürgermeisterwahl der Stadt Plauen am 24. Juni 2007 wurde Oberdorfer mit einer Mehrheit von 87,1 % der abgegebenen Stimmen in seinem Amt bestätigt.
Bei der Wahl 2021 trat Oberdorfer nicht mehr an und wurde von Steffen Zenner als Oberbürgermeister abgelöst.
Oberdorfer war zugleich Vorsitzender des Zweckverbandes Wasser und Abwasser Vogtland und musste in dieser Eigenschaft im Juni 2012 eingestehen, dass der Zweckverband unter seiner Leitung 2007 riskante Zinswetten abgeschlossen hatte, woraus dem Zweckverband ein Schaden von bis zu 80 Millionen Euro hätte entstehen können. Nach einer erfolgreichen Klage wegen Falschberatung gegen die Landesbank Baden-Württemberg als Rechtsnachfolger der Sachsen-LB wurde diese Summe auf 1,6 Millionen Euro reduziert
Von 1983 bis 2007 war Oberdorfer verheiratet. Aus der Ehe gingen zwei Kinder hervor.